# Софроний (Будько)
Архиепи́скоп Софро́ний (в миру Дми́трий Ива́нович Будько́; 3 октября 1930, деревня Бордёвка, Брестский повет, Полесское воеводство, Польская республика — 31 марта 2008, Кемерово) — епископ Русской православной церкви, архиепископ Кемеровский и Новокузнецкий.

## Биография
Родился 3 октября 1930 года в деревне Бордёвка Брестского повета Полесского воеводства межвоенной Польши (ныне Рясненский сельсовет, Каменецкий район Брестской области Белоруссии) в верующей крестьянской семье.
В 1939 году в связи с изменением границ оказался на советской территории.
В ноябре 1950 года двадцатилетний Дмитрий был призван в армию. Его армейская служба прошла в радиолокационных войсках Северного военно-морского флота. После прохождения курса молодого матроса он был определён на службу в особую секретную роту командиром отделения механиков. За хорошую службу получил назначение на офицерскую должность преподавателя электротехники и двигателей внутреннего сгорания.
После увольнения в запас в 1954 году Дмитрий стал готовиться к поступлению в Минскую Духовную семинарию. Несмотря на то, что Церковь была в те годы гонима и органы КГБ всячески старались воспрепятствовать абитуриентам, конкурс в семинарию был большой — семь человек на место. В следующем году Дмитрий Будько был в десятке первых поступивших в семинарию. Учился он старательно и был в числе лучших учеников. Это дало возможность по окончании семинарии в 1959 году поступить в Ленинградскую Духовную академию, которую Дмитрий окончил в 1963 году с учёной степенью кандидата богословия за работу «Богослужение Великого Четвертка в его историческом развитии».
В течение девяти месяцев после окончания семинарии не мог устроиться служить приходским священником из-за проводившейся тогда антирелигиозной компании. Позднее в своей автобиографии он писал: «Бездомным странником искал я по городам и весям свой храм. Зимой отогревался в магазинах, трясся на багажных полках вагонов, недоедал… Кроме того, я боялся ареста „за тунеядство“, так как тогда действовал хрущевский закон, согласно которому не трудоустроенного в течение трех месяцев человека отправляли в места не столь отдалённые. Этот закон широко применялся властями для расправы с инакомыслящими. В связи с этими обстоятельствами, осложнявшими жизнь, я, проживая в одном месте, официально вёл переписку с епархиями о трудоустройстве с другого места».
В итоге при помощи профессора Санкт-Петербургской Духовной академии Николая Успенского и секретаря Патриарха Пимена Даниила Остапова Дмитрий получил направление в Новосибирскую епархию.
21 марта 1964 года рукоположен во диакона, 22 марта — во иерея с назначеним в клир Вознесенского кафедрального собора Новосибирска.
1 июля 1966 года назначен настоятелем Ильинского храма города Осинники Кемеровской области.
15 апреля 1968 года переведен на служение в новосибирский Вознесенский кафедральный собор.
В феврале 1972 года на Новосибирскую кафедру был переведен епископ Смоленский и Вяземский Гедеон (Докукин), назначивший своим указом от 1 мая того же года иерея Димитрия Будько настоятелем Вознесенского кафедрального собора и благочинным Новосибирской области
С 15 мая 1974 года — также благочинным церквей Тувинской АССР.
4 июня 1974 года он перенёс серьёзную операцию, вызвавшую осложнения. Из больницы он вышел по прошествии трёх месяцев. Врачи рекомендовали покой, а затем перевели его на инвалидность. Но при улучшении самочувствия он стремился на работу, реконструкция Вознесенского собора отвлекала его от болезни.
С октября 1980 по май 1985 года — секретарь Новосибирского епархиального управления.
В апреле 1984 года овдовел, у него остались маленькая дочь и сын, служивший в те годы в армии.
В 1985 году Совет по делам религий отклонил его кандидатуру на епископскую должность.
14 сентября 1989 года указом митрополита Гедеона освобождён от обязанностей настоятеля Вознесенского кафедрального собора и назначен настоятелем Александро-Невского собора в Новосибирске, который к тому времени ещё не был возвращен Новосибирской епархии. Туда собирались перевести областную консерваторию, но уже были собраны 35 тысяч подписей граждан Новосибирска с просьбой о возвращении собора Православной Церкви. Наконец в 1990 году полуразрушенный собор был передан Церкви, и сразу в нём стали совершаться богослужения. Одновременно велись реставрационные работы в храме.
Одновременно протоиерею Димитрию было поручено восстанавливать второй разрушенный Александро-Невский собор — в рабочем посёлке Колывань. Параллельно с восстановлением Александро-Невского собора по благословению епископа Иркутского и Читинского Вадима (Лазебного) восстанавливал сильно разрушенный Александро-Невский собор в рабочем посёлке Колывань.
12 мая 1991 года в Троице-Сергиевой лавре пострижен в монашество с именем Софроний в честь святителя Софрония, епископа Иркутского; затем состоялось возведение его в сан игумена и архимандрита.
15 мая Патриарх Московский и всея Руси Алексий совершил чин наречения архимандрита Софрония во епископа.
16 мая 1991 года в Вознесенском соборе Новосибирска хиротонисан во епископа Томского, викария Новосибирской епархии собором епископов во главе с Патриархом Алексием II.
В том же году 19 декабря в день памяти святителя Николая Чудотворца совершил в Петропавловском соборе свою первую в качестве епископа хиротонию диакона Александра Классена во пресвитера. Поскольку в Томске отсутствовало помещение для архиерея, жил в Новосибирске, и, занятый делами епархии, лишь изредка имел возможность совершать служение в храмах Томска, Северска, Томской области.
30 июня 1993 года назначен временно управляющим новообразованной Кемеровской епархией. 1 ноября того же года утверждён епископом Кемеровским и Новокузнецким.
25 февраля 1998 года Патриархом Алексием II возведён в сан архиепископа.
За годы управления им епархией было открыто много новых приходов, значительно увеличилось количество священнослужителей, создано Новокузнецкое Духовное училище и Кемеровский филиал Православного Свято-Тихоновского гуманитарного университета. По воспоминаниям архиепископа Амвросия (Ермакова): «Он с молодой семьёй, с маленькими детьми прошёл очень тяжёлую школу, иногда просто физически негде было жить и нечего было есть. Наверное, это на него повлияло, и, став архиереем уже в зрелом, в преклонном практически возрасте, он очень заботился о своём духовенстве. Благо, были хорошие отношения с губернатором, который его поддерживал. Если строили храм, то архиерей обязательно заботился о том, чтобы священнику была выделена квартира, чтобы, по крайней мере, ему сразу было где жить. Очень многим священнослужителям владыка Софроний помогал приобретать жильё».
В 2006 году был избран в Общественную палату Кемеровской области.
19 июля 2006 года решением Священного Синода в связи с достижением 75-летия почислен на покой.
В последние полтора года местом постоянного его служения был кемеровский храм в честь иконы Божией Матери «Всех скорбящих Радость» в Кемерове.
Скончался в ночь на 31 марта 2008 года в Областной клинической больнице города Кемерово. Причиной смерти, согласно заключению врачей, послужил рак кожи с метастазами в печень и лёгкие.
Указом губернатора Амана Тулеева создана областная комиссия по похоронам архиепископа Софрония. Её возглавил заместитель губернатора Евгений Баранов. В понедельник, 31 марта, тело архиепископа Софрония привезли в Знаменский кафедральный собор Кемерова, где круглосуточно над гробом читалось Евангелие. 2 апреля в Знаменском кафедральном соборе Кемерова состоялась отпевание архиепископа Софрония. Похоронен у алтарной части Георгиевской церкви храмового комплекса Знаменского кафедрального собора.
24 марта 2016 года в Музее истории Православия на земле Кузнецкой состоялось открытие мемориального кабинета архиепископа Софрония (Будько).

## Награды
- государственный орден Дружбы[9].
- Почётный гражданин Кемеровской области[9],
- медали «За особый вклад в развитие Кузбасса» I и II степени[9],
- Орден преподобного Сергия Радонежского II (дважды) и III степени[9],
- Медаль преподобного Сергия Радонежского I степени[9],
- орден Сирийской ортодоксальной церкви
- Национальная премия имени Петра Великого

## Публикации
- В Новосибирской епархии // Журнал Московской Патриархии. 1975. — № 10. — С. 48.
- Автобиография // «Православные вести». 1999. — № 17-18 (54-55)
- Может ли существовать православный театр? // «Сибирская православная газета». 2005. — № 3